# Terralonus unicus
Terralonus unicus är en spindelart som först beskrevs av Chamberlin, Gertsch 1930.  Terralonus unicus ingår i släktet Terralonus och familjen hoppspindlar. Inga underarter finns listade i Catalogue of Life.